# Robert Francès
Robert Francès, né le 4 décembre 1919 à Bursa et mort le 26 novembre 2012 à Paris, est un professeur de psychologie expérimentale à l’Université Paris X - Nanterre et fondateur en 1966, de l’Association internationale d'esthétique expérimentale. Il publie de nombreux ouvrages et articles consacrés à la psychologie de la musique, de l'esthétique et du travail. Il est également philosophe, musicien, compositeur et écrivain.

## Biographie
Second enfant d’Allègra et Isaac Francès, négociant en soieries de Brousse en Turquie, lui-même fils d'un médecin à la cour du sultan, Robert Francès nait le 4 décembre 1919 dans un Empire ottoman vaincu et sur le point d'éclater. Quelques années plus tard, veuve et sans ressource, sa mère, Allègra Rousso, ancienne enseignante à l'Alliance israélite universelle, immigre, en 1925 à Paris, rejoignant ainsi une partie de sa famille. De culture judéo-espagnole et laïque, Robert Francès se convertit au catholicisme alors qu'il est interne au lycée de Beauvais dans l’Oise. Il poursuit des études secondaires au lycée Rollin à Paris où il obtient le baccalauréat en 1938.
À la Sorbonne de Paris, en 1941, il obtient une licence de philosophie suivie en 1942, d’un certificat d’études supérieures de psychologie, de morale, de sociologie et de philosophie générale.
Il s'engage dans la Résistance communiste aux côtés de son condisciple Henri Raymond, depuis la distribution de tracts, jusqu'au recrutement, sous le pseudo de Didier, au sein des FTPF, les Francs-tireurs et partisans Français. L'appartement familial, dans le XVIe arrondissement, transformé en imprimerie clandestine, devient une véritable souricière. Robert Francès et sa mère y sont arrêtés en juin 1943. Emprisonnés à Fresnes, torturés au siège de la Gestapo de la rue des Saussaies, ils sont condamnés à mort, mais après la découverte de leur origine juive, ils sont internés au camp de Drancy puis déportés à Auschwitz le 7 octobre 1943.
Sa mère est gazée dès son arrivée, Robert Francès survit. Il est affecté comme manœuvre au camp de Monowitz-Buna (Auschwitz III), du 10 octobre 1943 au 18 janvier 1945, date de l’évacuation du camp, alors commence pour Robert Francès une longue Marche de la mort qui le conduit à travers la Silésie, la Tchécoslovaquie, l’Autriche et la Bavière. Il survit en compagnie d'un autre déporté, en se réfugiant dans une ferme bavaroise. Le 27 avril 1945, il est libéré et recueilli par l’armée américaine puis rapatrié en France, le 1er juin 1945. Il est alors décoré de la Médaille de la Résistance et de la Croix de Guerre 1939-1945.
Agrégé de philosophie et professeur de psychologie à l'université de Nanterre, Robert Francès relate sa déportation dans l'ouvrage Intact aux yeux du monde pour lequel il reçoit  le prix WIZO. En 1987, cet ouvrage est réédité sous le titre Un déporté brise son silence. Dès son retour de captivité, il reprend ses études et, en 1947, il est reçu au concours de l’Agrégation de Philosophie et épouse Simone Pesle. De cette union, naissent deux garçons, en 1947 et 1952. Son épouse Simone décède brutalement en 1965 laissant Robert Francès avec ses deux garçons adolescents, dont il prend en charge l’éducation, avec dévouement et dignité.
En 1975, il rencontre Georges Lamy, son compagnon, son Parsifal qui l’accompagne fidèlement jusqu’à son lit de mort le 26 novembre 2012 à Paris.

## Carrière universitaire
Nommé Professeur de Philosophie au Lycée Carnot de Marseille, il y enseigne jusqu’en 1952. En octobre de la même année, il est nommé chercheur au Centre national de la recherche scientifique (CNRS) à Paris et commence à préparer sa thèse d'État sur la musique. Il termine et soutient sa thèse en 1957 sur la perception de la musique et une thèse complémentaire sur  le développement perceptif  qui lui vaudra une mention : très honorable. 
Entre 1958 et 1963, il mène  différentes recherches de psychologie expérimentale qui sont publiées et qui lui valent d’être nommé maître de recherches et de recevoir la médaille de bronze du CNRS. 
En 1965, il est proposé au grade de Directeur de recherches, mais il choisit la voie de l’enseignement supérieur. Il est nommé maître de conférences à la nouvelle Université de Paris X Nanterre où il est promu professeur. 
En 1967, pour promouvoir la recherche dans son équipe, il crée le laboratoire de psychologie expérimentale générale et différentielle, dans lequel sont préparées les thèses des assistants et maîtres-assistants. En 1969, Robert Francès introduit, sous forme d'une filière de formation spécialisée, la recherche sur la psychologie du travail, qui sera suivie par de nombreux étudiants et chercheurs étrangers.
Tout en assumant la direction de l’Institut d’esthétique et des sciences de l’art que lui a transmise Étienne Souriau, il crée parallèlement le laboratoire de psychologie de la Culture, associé au CNRS qu’il dirige jusqu’en 1984. 
Par ailleurs, Robert Francès est membre du Conseil scientifique de Nanterre pendant plusieurs années et élu au Comité national du CNRS Il est le premier Président de l’Association internationale d’esthétique expérimentale, qu’il fonde en 1966, et de la Société française de psychologie de 1971 à 1972. Il est nommé professeur émérite d’université en 1984. Il publie seul ou en collaboration, des articles, des ouvrages et des communications produits lors de Congrès nationaux et internationaux, dont la liste figure dans la bibliographie. 
Parallèlement à ses études philosophiques, Robert Francès reçoit une éducation musicale, apprend à jouer du piano, de la flûte traversière et suit des cours d’harmonie et de composition. Entre 1940 et 1947, des maîtres prestigieux lui dispensent gracieusement leur enseignement : Guy de Lioncourt et Louis Saguer, pour les cours de composition, puis Nadia Boulanger et enfin Betsy Jolas. Comme compositeur Robert Francès écrit des mélodies, des pièces pour piano ou pour flûte et piano, dont plusieurs sont diffusées sur les ondes ou jouées en public.

## Apport
L’après-guerre, en France, voit paraître des livres importants de philosophie de la musique, notamment ceux de Boris de Schlœzer et de Gisèle Brelet. Leur lecture ne manque pas d’intéresser le jeune philosophe musicien, Robert Francès. Il comprend devant ces écrits, que la difficulté d’émettre autre chose qu’un jugement individuel, peut être obscurément déterminé par des motifs inconscients. Écrire sur la musique... oui, mais selon une méthode scientifique, avec un souci de la preuve adaptée à l’objet étudié.
Sous l’influence de Paul Fraisse, il s’initie peu à peu à la méthode expérimentale. Admis en 1952, comme chercheur au Centre National de la Recherche Scientifique, Robert Francès commence, sous la direction d’Étienne Souriau, et d’Ignace Meyerson, les recherches qui doivent aboutir à son premier ouvrage La perception de la musique, paru en 1958. Ce n’est pas une étude du jugement esthétique, mais celle de la base perceptuelle sur laquelle le jugement s’édifie. Ce qui caractérise ce travail, est le souci de conduire des expériences aussi rigoureuses que possible sur des unités ayant une réalité musicale. La psychologie de la musique avait été développée auparavant, par Hermann von Helmholtz, par Carl Stumpf, par Carl Emil Seashore, à partir d’études faites sur des éléments simples : sons purs isolés ou en combinaisons harmoniques, phénomènes élémentaires, visant à expliquer la consonance ou la dissonance, comme les battements, etc. 
Robert Francès, quant à lui, entreprend une étude de la perception de stimuli musicaux ayant un sens pour les auditeurs : soit des fragments d’œuvres entières, soit des exemples mélodiques ou harmoniques, construits pour mettre en évidence l’action d’une ou plusieurs variables définies au préalable. Autrement dit, la psychologie de la musique doit passer à l’étude d’ensembles sonores, ayant d’emblée une apparence conforme à ce que l’auditeur appelle spontanément de la musique. Cette apparence résulte de l’application des règles du système tonal, syntaxe mélodique et harmonique dont il faut indiquer l’existence intériorisée chez les sujets, même ceux n’ayant aucune éducation musicale. 
De là, toute une série d’expériences visent à montrer l’existence de ce que Robert Francès appelle l’acculturation tonale, un ensemble de schèmes, d’attentes, perceptives acquises dès l’enfance sous l’influence de l’environnement musical. Des expériences sur le sens conclusif des cadences parfaites, sur la mémoire immédiate de courtes mélodies tonales, comparée à celle de mélodies atonales, d’improvisation vocale en partant de l’audition d’un son isolé, révèlent l’existence de ces schèmes, de ces attentes. L’analyse harmonique d’œuvres allant de Johan Sebastian Bach à Duke Ellington, faite selon les principes de la théorie de l’information, présente une permanence étonnante, d’une œuvre à l’autre, de leur structure harmonique. Il y a donc une base socio-linguistique environnementale pour la formation de l’acculturation tonale. 
Ce concept est un des éléments théoriques principaux de la Perception de la musique. Un autre concept, concerne l’expression et la signification musicale. Robert Francès montre que cette expression a une base non-culturelle, consistant en l’évocation subconsciente, lors de l’audition des œuvres, de schèmes corporels cinétiques ou de schèmes de tension ou de détente, qui définissent des familles de sentiments ou d’états psychologiques. Cette théorie suscite de nombreuses opérationalisations, notamment avec l’étude intitulée Musique et image (1958) et l’étude menée avec Marie-Lou Schweitzer Expression musicale et expression corporelle 1982. Sur cette base s’ajoutent des significations culturelles, naissant de la syntaxe tonale, de son élargissement dans l’époque contemporaine.

## Publications

### Psychologie expérimentale
- La structure en musique, Les Temps Modernes 37 721-734, 1948.
- La musique pour enfants, Revue Enfance Volume 9 N°93, 1956.
- Apprentissage perceptif et apprentissage de l'orthographe[12], Tome 23 (6–8), N°282, 1970, p. 416-421.
- L’étude expérimentale des faits de conscience, Tome 22 (9–13), N°276, 1969, p. 565-570.
- L'interaction du biologique et du social dans l'esthétique expérimentale, Tome 30 (14–16), N°329, 1977, p. 622-626.
- Hommage à Daniel E. Berlyne (1924-1976), Tome 30 (14–16), N°329, 1977, p. 617-617.
- Attitudes sociales et choix des disciplines universitaires, Tome 29 (4–7), N°321, 1976, p. 168-181.
- Le Laboratoire de Psychologie expérimentale et différentielle de l'Université de Paris X - Nanterre, Tome 26 (1–4), N°303, 1972, p. 1-3.
- Francès (Robert), L'artefact socio-culturel dans la musique contemporaine, Tome 46 (5–10), N°410, 1993, p. 403-408.
- La Perception de la musique, éditions Vrin, 1958 - en anglais, The perception of music, 1988 Lawrence Erlbaum
- Le développement perceptif - Presses Universitaires de France -1962
- La perception, Presses Universitaires de France, 1963 (réédité en 1981)
- La langue musicale dans la société contemporaine - Les Sciences de l'Art - 1-29.46 - 1964
- Psychologie de l'esthétique -  Presses Universitaires de France - 1968 -
- Intérêt perceptif et préférence esthétique - Éditions du C.N.R.S - coll. monographies françaises de psychologie, 1977
- Psychologie de l'art - Presses Universitaires de France 1979, R. Francès et Yvonne Bernard
- L'idéologie dans l'université - Presses Universitaires de France - 1980 - coll. sociologie
- Méthode d'enseignement audio-guidé de solfège - Éditions E.A.P - 1980
- L'enseignement programmé de la musique aux adultes et aux enfants - Revue de psychométrie et psychologie - 1981 - 2 (1) 53-64, 19
- La satisfaction dans le travail et l'emploi - Presses Universitaires de France - 1981
- Le déficit musical des aphasiques - R. Francès et M. Bruchon-Schweitzer  - Musical expression and body expression - Perceptual motor skills - 57,587-595, 1983
- Le développement perceptif - Presses Universitaires de France - nouvelle mise à jour - 1985
- Méthode audio-guidée de solfège - moyen et élémentaire - Éditions scientifiques et psychologiques -1985
- Le développement perceptif - Presses Universitaires de France, 1992.
- Motivitation et efficience au travail - Liège - Mardaga - Psychologie et Sciences humaines - 1995
- 50 ans de psychologie de la musique - l'école de R. Francès - ouvrage collectif sous la direction de Laurent Guirard - Éditions Alexitere - 2011

### Récits et romans
- Intact aux yeux du monde - Éditions Hachette (sous la signature de Pierre Francès-Rousseau) Prix WIZO en 1987, réédité sous le titre Un déporté brise son silence - Éditions L’Harmattan, 1998.
- Céline réponds-moi - Éditions L’Harmattan, 1989.
- Parsifal ou l’Espérance - Éditions L’Harmattan, 1998.
- Job et ses muscles - Éditions L’Harmattan, 2003.

### Compositions musicales
- Paysages musicaux - mélodies pour voix moyenne et piano - Éditions Musicales Alphonse Leduc, 2002.
- Mélodies pour chant et piano - Éditions musicales Alphonse Leduc, 2002.

## Distinctions

### Décorations
- Médaille de la Résistance française, 1947.
- Croix de guerre 1939–1945 avec étoile de Vermeil, 1949.
- Chevalier de l'ordre national du Mérite, 1966.
- Commandeur de l'ordre des Palmes académiques, 1989.
- Chevalier de l'ordre des Arts et des Lettres, 1994.
- Chevalier de la Légion d'honneur, 2000.

### Récompense
- Prix WIZO pour Intact aux yeux du monde, 1987.